# Natalija Kałmykowa
Natalija Fernandiwna Kałmykowa, ukr. Наталія Фернандівна Калмикова (ur. 4 lutego 1982 w Winnicy) – ukraińska urzędniczka państwowa, wiceminister obrony (2023–2024), od 2024 minister ds. weteranów.

## Życiorys
Absolwentka Narodowego Uniwersytetu Medycznego im. Nikołaja Pirogowa w Winnicy (2005). W 2021 uzyskała magisterium z zarządzania publicznego i administracji. Kształciła się również jako stypendystka Programu Fulbrighta na University at Buffalo. Odbywała staż lekarski w szpitalu w Winnicy, pracował też jako konsultantka do spraw marketingu w branży medycznej.
W latach 2018–2021 była menedżerką w fundacji „Powernyś żywym”, zajmującej się organizacją wsparcia dla ukraińskich sił zbrojnych. W 2021 pełniła funkcję doradczyni ds. płci w dowództwie wojsk lądowych. W lutym 2022 została dyrektorką wykonawczą Ukraińskiego Funduszu Weteranów. We wrześniu 2023 przeszła na funkcję wiceministra obrony. We wrześniu 2024 objęła urząd ministra ds. weteranów w rządzie Denysa Szmyhala. Pozostała na tym stanowisku również w utworzonym w lipcu 2025 gabinecie Julii Swyrydenko.